# Polární tělísko

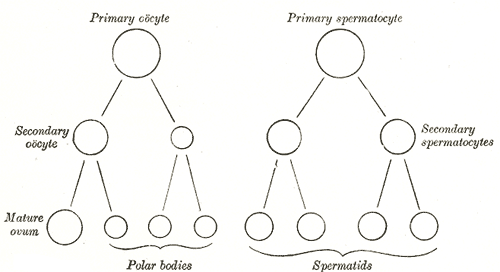
Vývoj gamet u muže a ženy, u ženy je možné vidět tři polární tělíska

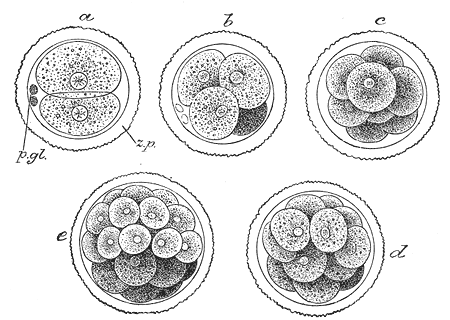
V prvních fázích vývoje embrya jsou ještě pólové buňky dobře patrné

Polární tělísko, pólové tělísko nebo také polocyt, je haploidní buňka, která vzniká během meiotického dělení vajíčka (resp. oocytu).

## Vznik
Pólová buňka obsahuje zejména odvržené chromozomy, které se nebudou účastnit vzniku nového jedince, naopak cytoplazmy obsahuje velmi málo. U obratlovců vznikají dvě polární tělíska, přičemž první polární tělísko se může dále rozdělit (takže nakonec jsou tři). Každé z dvou vajíček vzniká v jednom z dvou meiotických dělení oocytu.
Polární tělísko je někdy užíváno pro prenatální genetické testy embrya.

## Sobecké geny
Fyziologický význam polárního tělíska není známý. V některých případech se však stává hračkou evoluce. Některé chromozomy (konkrétně např. B chromozomy sarančete Myrmeleotettix) jsou si například schopné zajistit, aby se ocitly přednostně ve vaječné buňce a nikoliv v polárním tělísku. Červci zase obsahují bakteriální symbionty, kteří žijí v tzv. bakteriomu. Tento bakteriom je v jejich případě tvořen splynutými třemi pólovými buňkami (triploidní) a navíc jednou buňkou tělní (diploidní, tedy dohromady pentaploid).